# Overgooische Zoom
De Overgooische Zoom is een schegvormig landschapspark bij de villawijk Overgooi dicht bij Almere Haven. Het anderhalve kilometer lange park bestaat uit waterplassen, sloten, bruggetjes en wandelpaden. De naam is een verwijzing naar Het Gooi, aan de overzijde van het zuidelijk gelegen Gooimeer. Het gebied vormt een recreatieve verbindingtussen het Cirkelbos en het Waterlandse bos.
De drie eilanden zijn door vlonderbruggetjes met elkaar verbonden. Aan weerszijden van de waterpartij bevinden zich groene stroken. Langs de waterlijn liggen grote keien. Later zal dit water aansluiting krijgen met de door kwelwater gevoede Gooimeerbeek in het oostelijker liggende Cirkelbos.
Aan de zuidkant van het park lopen de wegen Meesweg en Kloosterbos, deze laatste sluit aan op de Meentweg, die het park aan de westzijde begrenst. Het fietspad aan de zuidzijde verbindt Almere Haven met het Cirkelbos. Langs de noordzijde van het park is een wandelpad.
Beatrixpark ·
Beginbos ·
Bos der Onverzettelijken ·
Cascadepark ·
Den Uylpark ·
Ebenezer Howardpark ·
Hannie Schaftpark ·
Homeruspark ·
Stadslandgoed de Kemphaan ·
Kromslootpark ·
Lage Vaartoever ·
Laterna Magikapark ·
Leeghwaterplas ·
Lumièrepark ·
Meridiaanpark ·
Muzenpark ·
Noorderleede Oever ·
Oostelijke Groene Wig ·
Overgooische Zoom ·
Polderpark ·
Vroege Vogelbos ·
Westelijke Groene Wig